# Jolanta Owidzka

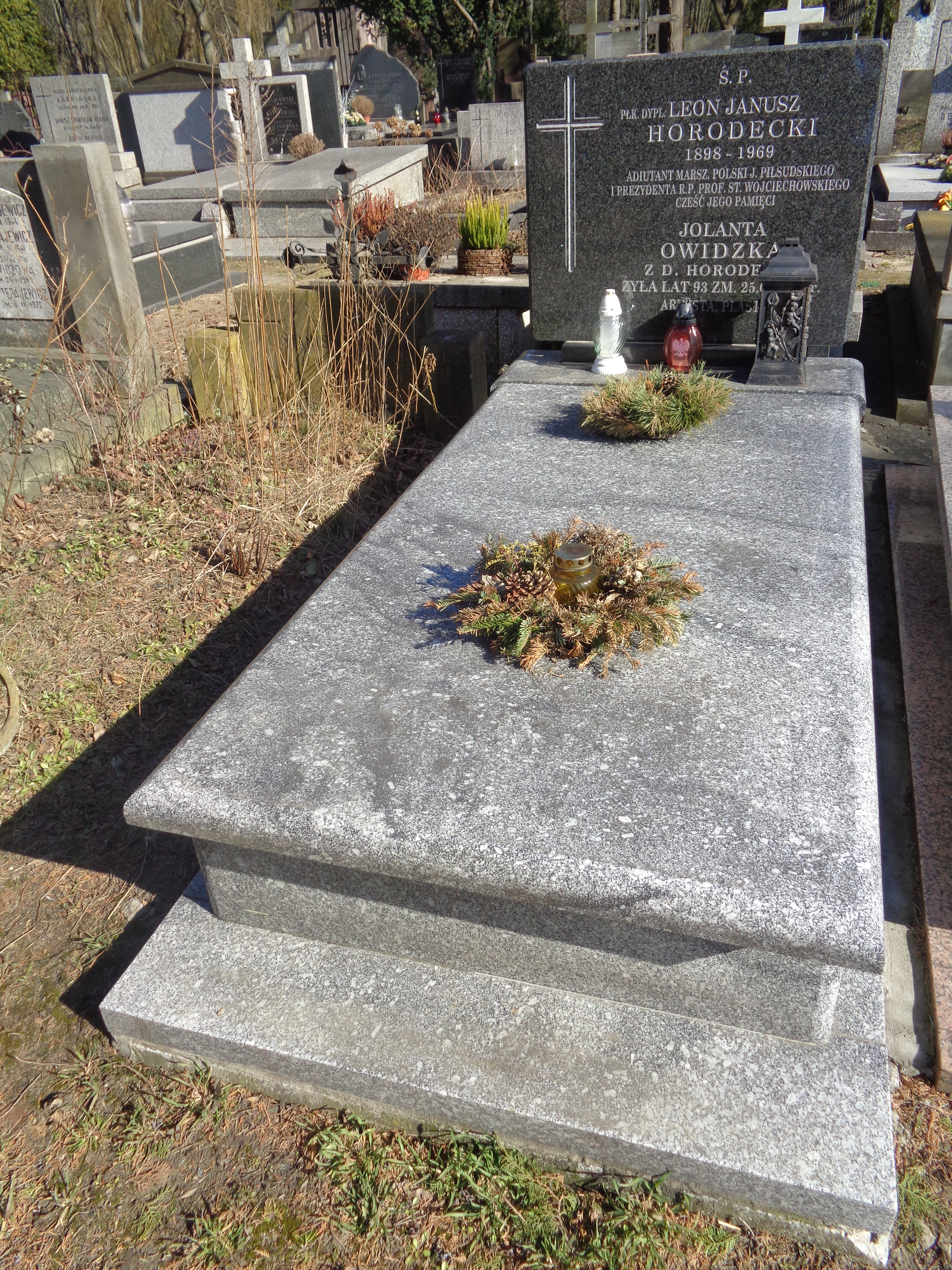
Grób Jolanty Owidzkiej na Cmentarzu Powązkowskim

Jolanta Owidzka z d. Horodecka (ur. 1 lutego 1927 w Radomiu, zm. 25 marca 2020 w Warszawie) – polska artystka plastyk, twórczyni tkaniny artystycznej, projektantka tkanin dekoracyjnych. Reprezentantka polskiej szkoły tkaniny.

## Życiorys i twórczość
Jolanta Owidzka studiowała w Państwowej Wyższej Szkole Sztuk Plastycznych w Krakowie pod kierunkiem prof. Stefana Gałkowskiego (Wydział Tkactwa) i prof. Tadeusza Kantora (Wydział Malarstwa); następnie kontynuowała studia na Akademii Sztuk Pięknych w Warszawie, uczęszczając na zajęcia na Wydziale Tkaniny u prof. Eleonory Plutyńskiej i prof. Mieczysława Szymańskiego, a także na zajęcia z zakresu malarstwa u prof. Marka Włodarskiego. Dyplom obroniła w 1952 u prof. Eleonory Plutyńskiej.
Już w okresie studiów (1949) podjęła współpracę z Biurem Nadzoru Estetyki Produkcji, a w latach 1951–1957 pracowała w powstałym z przekształcenia BNEP Instytutem Wzornictwa Przemysłowego. W IWP zajmowała się projektowaniem tkanin oraz pracą badawczą, szczególnie nad rolą tkaniny we wnętrzu mieszkalnym i w architekturze. Była autorką opracowań na ten temat, publikowanych m.in. w Biuletynie Instytutu Wzornictwa Przemysłowego. Za napisaną wspólnie z Danutą Eymont-Szarras Rolę tkaniny we współczesnym wnętrzu mieszkalnym otrzymała w 1957 nagrodę Ministerstwa Przemysłu Lekkiego.
W 1959 został rozstrzygnięty konkurs na projekty gobelinów dla Cepelii i od tej pory artystka zaczęła działać również w tym zakresie. Jej projekty realizowane były przede wszystkim w spółdzielni „Pilsko” w Milówce koło Żywca. Były to gobeliny pejzażowe, o malarskim charakterze, cechujące się fakturowością materiału. Czynniki te składały się na charakterystyczny styl, wyróżniający gobeliny „Pilska” na tle ogólnej produkcji cepeliowskiej.
Zasadniczą dziedziną twórczości Owidzkiej pozostaje tkanina unikatowa. W jej dorobku znajdują się strzyżone dywany wiązane, cechujące się nieregularnym wzorem i głębią koloru, uzyskiwaną dzięki zastosowaniu wielu jego odcieni. W pracy używała głównie wełny owczej, wykorzystując ją nie tylko do tworzenia dywanów i kilimów, ale również tkanin żakardowych - w połączeniu z lnem i bawełną. Żakardy Owidzkiej pokryte są wzorami geometrycznymi i utrzymane w spokojnych tonacjach kolorystycznych. 
Pierwsza wystawa indywidualna artystki odbyła się w 1960 w Zachęcie i jest uznawana (obok wystawy Magdaleny Abakanowicz w tym samym roku) za moment przełomowy dla miejsca tkaniny artystycznej w polskiej sztuce współczesnej. Owidzka zaprezentowała dywany strzyżone typu Rij, a także kilimy i tkaniny nicielnicowe. Krytycy podkreślali fakturowość tkanin oraz związanie rozkładu barw z budową dzieł. Irena Huml uznała tę wystawę za zapowiedź polskiej szkoły tkaniny, o której zaczęto mówić na podstawie sukcesów odniesionych przez polską reprezentację na pierwszych edycjach Biennale Tkaniny Artystycznej w Lozannie. W tym samym roku Jolanta Owidzka pełniła funkcję wicekomisarza Pawilonu Polskiego na Duodicesima Triennale di Milano, na którym została nagrodzona srebrnym medalem za etalaż prezentowanych tkanin, mebli, książek i szkła. W 1961 roku odbyła się pierwsza zagraniczna wystawa indywidualna artystki - „Rugs by Jolanda Owidzka” w Parma Gallery w Nowym Jorku. Owidzka brała udział w pierwszej, drugiej i piątej edycji Biennale Tkaniny Artystycznej w Lozannie (odpowiednio 1962, 1965 i 1971). W 1965 zaprezentowała tam abstrakcyjny monumentalny gobelin utrzymany w szarościach i czerniach, a w roku 1971 kompozycję, na którą składało się dziesięć kwadratów wystawianych wcześniej, w innych układach, w Sopocie i Warszawie.
Owidzka uczestniczyła też w innych ważnych międzynarodowych imprezach i wystawach, m.in. w prestiżowej wystawie Wall Hangings w Museum of Modern Art w Nowym Jorku (1968–1969). Otrzymywała zamówienia z zagranicy, w Stanach Zjednoczonych wyłącznym reprezentantem Owidzkiej była Jacques Baruch Gallery w Chicago. Artystka była m.in. autorką tkanin dla sali koncertowej w Radomiu (1963 i 1965), czy monumentalnej tkaniny strukturalnej „Biele” o wymiarach 230 cm na 1905 cm stworzonej dla hotelu Victoria w Warszawie (1975). W 1983 roku zrealizowała ścianki fakturalne do samolotu, którym papież Jan Paweł II wracał z pielgrzymki do Polski, a także ścianę strukturalną „Katedry Polskie” dla Sekretariatu Episkopatu Polski. Jest także autorką niektórych z cyklu tkanin obrazujących życie i twórczość Jana Kochanowskiego dla muzeum w Czarnolesie (1983–1984). W sumie artystka miała w swoim dorobku ponad pięćdziesiąt tkanin monumentalnych powstałych w okresie 1964–2005 dla gmachów użyteczności publicznej — teatrów, filharmonii, hoteli, banków oraz biur LOT-u.
W 2005 Grażyna Banaszkiewicz zrealizowała w telewizji Polskiej (Poznań) film dokumentalny pt. Rozpięta przestrzeń (25 minut) o twórczości Jolanty Owidzkiej.
Artystka zmarła 25 marca 2020, została Pochowana na cmentarzu Powązkowskim w Warszawie (kwatera 299b-6-15).

## Wybrane wystawy[23]
- 1960 – Wystawa indywidualna w Zachęcie, projekt ekspozycji Oskar Hansen
- 1962 – I Międzynarodowe Biennale tkaniny artystycznej w Lozannie
- 1965 – VIII Biennale w São Paulo
- 1965 – II Międzynarodowe Biennale tkaniny artystycznej w Lozannie
- 1971 – V Międzynarodowe Biennale tkaniny artystycznej w Lozannie
- 1972, 1975, 1978, 1981 – Międzynarodowe Triennale Tkaniny Artystycznej w Łodzi
- 1978 – wystawa w Jacques Baruch Gallery, Chicago
- 1979 – Międzynarodowa Wystawa „The Wall Hangings” w Museum of Modern Art w Nowym Yorku
- 1991 – „Contemporary Polish Fiber Art” w Mishkan le'Omanut Museum of Art w Ein Harod
- 1998 – Wystawa w Galerii BWA w Gorzowie Wielkopolskim
- 1998 – wystawa indywidualna w Galerii Stefana Szydłowskiego w Warszawie.
- 1998 – wystawa indywidualna „Przerwana Przestrzeń. Tkanina” w Galerii Kordegarda w Warszawie
- 2001 – wystawa Grupy IXION i zaproszonych gości „Polonia. Tapeçaria Contemporânea” w muzeum Casa Andrade Muricy w Kurytybie
- 2002 - wystawa indywidualna "Jolanta Owidzka - małe formy tkackie" w galerii Vacoal Ginza Art Space w Tokio
- 2002 – wystawa Grupy IXION wraz z zaproszonymi gośćmi w ramach Festiwalu "Sarajevska zima", Bośnia i Hercegowina
- 2002 – wystawa IXION i zaproszeni goście w Galerii Platan i Ośrodku Kultury Polskiej w Budapeszcie
- 2006 – Jubileuszowa wystawa retrospektywna z okazji 80 urodzin artystki „Tkanina i Przestrzeń”w Galerii Studio w Warszawie,
- 2006 – „Tkanina. W kręgu Tkaniny Współczesnej 1945-2005", w Muzeum Włókiennictwa w Łodzi.
- 2007 – „Włókno i Przestrzeń” wystawa jubileuszowa z okazji 80 urodzin w Muzeum Sztuki Współczesnej” w Radomiu
- 2007 – wystawa indywidualna z okazji otrzymania Nagrody Krytyki Warszawskiej w Galerii Pokaz w Warszawie

## Nagrody i odznaczenia
- 1957 – Srebrny Krzyż Zasługi[3]
- 1957 – nagroda Ministra Przemysłu Lekkiego za opracowanie Rola tkaniny we współczesnym wnętrzu mieszkalnym (wspólnie z Danutą Eymont-Szarras)[f][1]
- 1957 – II nagroda na II Ogólnopolskiej Wystawie Architektury Wnętrz, Warszawa (wspólnie z Danutą Eymont-Szarras)[1][3]
- 1960 – srebrny medal za etalaż Polskiego Pawilonu na XII Międzynarodowym Triennale w Mediolanie[g][1][4]
- 1961 – nagroda Ministra Kultury i Sztuki za całokształt działalności[4]
- 1963 – nagroda II stopnia Ministerstwa Kultury i Sztuki na wystawie Polskie dzieło plastyczne w XV-lecie PRL[1][3]
- 1966 – srebrny medal na Festiwalu Sztuk Pięknych w Warszawie[1][4]
- 1968 – wyróżnienie na wystawie pokonkursowej Jeździec i koń, Warszawa[1][3]
- 1970 – złoty medal na III Festiwalu Sztuk Pięknych w Warszawie[1]
- 1972 – brązowy medal na IV Festiwalu Sztuk Pięknych w Warszawie[1][4]
- 1973 – złoty medal na wystawie Artyści plastycy z kręgu Cepelii, Warszawa[1][3]
- 1975 – Złota Syrenka za zasługi dla Warszawy[4]
- 1976 – Złota Odznaka ZPAP[3]
- 1976 – Złota Odznaka za Zasługi dla Miasta Warszawy[3]
- 1978 – Złoty Krzyż Zasługi[h][3]